# Trophée des Champions (ciclisme)
El Trophée des Champions és una cursa ciclista francesa d'un sol dia que es disputa als voltants d'Argenton (Òlt i Garona). La primera edició es disputà el 1998 i pertany al calendari nacional francès. El 2009 va formar part de l'UCI Europa Tour.

## Palmarès
| Any  | Vencedor               | Segon             | Tercer             |
| ---- | ---------------------- | ----------------- | ------------------ |
| 1998 | Jean-Philippe Thibault | Mickaël Boulet    | Jacek Bodyk        |
| 1999 | Henryk Sobinski        | Laurent Planchaud | Sylvain Anquetil   |
| 2000 | Pascal Pofilet         | Cho Ho-sung       | Benoît Luminet     |
| 2001 | Claudio Lucchini       | Ruslan Gryschenko | Jean-Philippe Yon  |
| 2002 | Yann Pivois            | José Medina       | Franck Champeymont |
| 2003 | Franck Champeymont     | Yann Pivois       | Tony Cavet         |
| 2004 | Frédéric Mainguenaud   | Nicolas Moncomble | Fumiyuki Beppu     |
| 2005 | No disputat            | No disputat       | No disputat        |
| 2006 | Johannes Fröhlinger    | Freddy Ravaleu    | Stéphan Ravaleu    |
| 2007 | Kévin Lalouette        | Steven Tronet     | Jérémy Galland     |
| 2008 | Steve Houanard         | David Tanner      | Arthur Vichot      |
| 2009 | Tony Hurel             | Nicolas Jalabert  | Martin Pedersen    |
| 2010 | Tanel Kangert          |                   |                    |
| 2011 | Adrian Kurek           | Romain Bacon      | Anthony Colin      |
| 2012 | Freddy Bichot          | Pavel Gatskiy     | Clément Koretzky   |
| 2013 | Mickael Olejnik        | Franck Vermeulen  | Stéphane Rossetto  |
| 2014 | Nico Denz              | Guillaume Gerbaud | Jimmy Raibaud      |
| 2015 | Romain Cardis          | Paul Sauvage      | Adrien Guillonet   |
| 2016 | Karl Patrick Lauk      | Pierre Barbier    | Simon Guglielmi    |